# 虞瑤
虞瑤（？—1499年），字邦琼，浙江缙云县人，明朝政治人物、進士出身。

## 生平
天顺八年，登进士，授刑科给事中，成化五年（1469年）七月前往勘察四川巡抚汪浩与四川总兵芮成互相讦奏一事，证实汪浩酷暴，杖死二十人，最终谪戍独石卫。成化七年三月升本科右給事中，九年四月升都給事中，十年八月升大理寺右寺丞，十二年四月进左寺丞，十五年四月乞归省，丁憂，十八年三月起复南京大理寺左寺丞，二十年四月升南京都察院右佥都御史，提督巡江，弘治元年（1488年）十二月兼提督操江，三年四月升南京兵部右侍郎，不久因贪污并依附权贵，为科道所弹劾，明孝宗命其致仕。弘治十二年二月卒

## 家族
有子虞岳。